# Omloop Het Nieuwsblad 2023
L'Omloop Het Nieuwsblad 2023, settantottesima edizione della corsa e valevole come quarta prova dell'UCI World Tour 2022 categoria 1.UWT, si svolse il 25 febbraio 2023 su un percorso di 207,3 km, con partenza da Gent e arrivo a Ninove, in Belgio. La vittoria fu appannaggio dell'olandese Dylan van Baarle, il quale completò il percorso in 4h54'49", alla media di 42,189 km/h, precedendo il belga Arnaud De Lie ed il francese Christophe Laporte.
Sul traguardo di Ninove 125 ciclisti, dei 173 partiti da Gand, hanno portato a termine la competizione.

## Squadre e corridori partecipanti
Al via 25 formazioni.
| N.      | Cod. | Squadra                  |
| ------- | ---- | ------------------------ |
| 1-7     | TJV  | Jumbo-Visma              |
| 11-17   | SOQ  | Soudal Quick-Step        |
| 21-27   | ICW  | Intermarché-Circus-Wanty |
| 31-37   | ADC  | Alpecin-Deceuninck       |
| 41-47   | ACT  | AG2R Citroën Team        |
| 51-57   | AST  | Astana Qazaqstan Team    |
| 61-67   | TBV  | Bahrain Victorious       |
| 71-77   | BOH  | Bora-Hansgrohe           |
| 81-87   | COF  | Cofidis                  |
| 91-97   | EFE  | EF Education-EasyPost    |
| 101-107 | GFC  | Groupama-FDJ             |
| 111-117 | IGD  | Ineos Grenadiers         |
| 121-127 | MOV  | Movistar Team            |

| N.      | Cod. | Squadra                |
| ------- | ---- | ---------------------- |
| 131-137 | ARK  | Team Arkéa-Samsic      |
| 141-147 | DSM  | Team DSM               |
| 151-157 | JAY  | Team Jayco AlUla       |
| 161-167 | TFS  | Trek-Segafredo         |
| 171-177 | UAD  | UAE Team Emirates      |
| 181-187 | LTD  | Lotto Dstny            |
| 191-197 | IPT  | Israel-Premier Tech    |
| 201-207 | TEN  | TotalEnergies          |
| 211-217 | BWB  | Bingoal WB             |
| 221-227 | HPM  | Human Powered Health   |
| 231-237 | TFB  | Team Flanders-Baloise  |
| 241-247 | UXT  | Uno-X Pro Cycling Team |

## Ordine d'arrivo (Top 10)
| Pos. | Corridore          | Squadra | Tempo    |
| ---- | ------------------ | ------- | -------- |
| 1    | Dylan van Baarle   | Jumbo   | 4h54'49" |
| 2    | Arnaud De Lie      | Lotto   | a 20"    |
| 3    | Christophe Laporte | Jumbo   | s.t.     |
| 4    | Alexander Kristoff | Uno-X   | s.t.     |
| 5    | Thomas Pidcock     | Ineos   | s.t.     |
| 6    | Davide Ballerini   | Soudal  | s.t.     |
| 7    | Nils Politt        | Bora    | s.t.     |
| 8    | Andrea Pasqualon   | Bahrain | s.t.     |
| 9    | Rui Oliveira       | UAE     | s.t.     |
| 10   | Sep Vanmarcke      | Israel  | s.t.     |